# Conura camescens
Conura camescens är en stekelart som beskrevs av Gérard Delvare 1992. Conura camescens ingår i släktet Conura och familjen bredlårsteklar. Inga underarter finns listade i Catalogue of Life.